# عشرت آفرین
عشرت آفرین (انگلیسی: Ishrat Afreen؛ زادهٔ ۲۵ دسامبر ۱۹۵۶) شعر اردو، نویسنده اهل پاکستان است. او به عنوان یکی از پنج زن تاثیرگذار در ادبیات اردو شناخت می‌شود. آثار او به بسیاری از زبانها از جمله انگلیسی، ژاپنی، سانسکریت و هندی ترجمه شده است.